# Корейски език
Корейският език е език, който е роден за около 77 милиона корейци.
Той е официалният и национален език на Северна Корея и Южна Корея. В десетилетията след тяхното разделяне в средата на XX век се развиват две отделни книжовни норми на езика – хангуго (한국어) в Южна Корея и чосонмал (조선말) в Северна Корея, които се отличават главно в лексикално отношение. Извън Корея езикът имат статут на малцинствен в Корейската автономна префектура Йенбиен и Автономният окръг Чанбай в Китай. Той се говори и от корейската диаспора в Япония, Северна Америка и бившия Съветски съюз (корьо сарам).
Корейският език има няколко изчезнали днес родствени езика, заедно с които и с чеджудския език от остров Чеджудо образува малкото езиково семейство на корейските езици. Макар и родствени, корейският и чеджудският не са взаимно разбираеми. Смята се, че корейските езици са формирани в днешна Манджурия.
Корейският език дълго време е говорим език, съжителстващ с използвания писмено класически китайски. Към VI век се появяват първите писмени паметници на корейски, използващи адаптация на китайската писменост, наричана днес ханча. През XV век в Корея е създадена азбуката хангъл, адаптирана към корейската фонология и съставена от 24 основни букви и 27 сложни букви, съчетаващи основните. Двете писмености се използват успоредно в продължение на векове до налагането на хангъл с развитието на масовото образование през XX век. Днес ханча е напълно изоставена в Северна Корея, а в Южна Корея има ограничена употреба, главно в хуманитаристиката и историографията.
В началото на XXI век някои елементи на корейската култура получават популярност по света, явление, наричано Корейска вълна. Наред с нарасналото стопанско влияние на Южна Корея, увеличава интереса в много страни към изучаването на корейския като чужд език. В България корейски език се преподава в Софийския и Пловдивския университет, както и в 18-о средно училище „Уилям Гладстон“ в София.

## История
Севременният корейски език произлиза от среднокорейския, използван през X-XVII век, а той от по-ранния старокорейски. Те, както и останалите корейски езици имат общ праезик – протокорейски. В езикознанието е обсъждана възможна родствена връзка на корейските и японските езици, но тази хипотеза се отхвърля от повечето съвременни лингвисти.
За протокорейския се смята, че се формира в днешна Манджурия преди да се разпространи в Корея, където преди това се говори език, сроден с японския. Смята се, че протокорейците, вече установили се в северната част на Корейския полуостров, се придвижват на юг около 300 година пр. Хр. и съжителстват там с японоезичните земеделци от културата Мумун, които постепенно асимилират. Двете езикови групи си взаимодействат активно, а последвалият ефект на основаване редуцира вътрешните вариации във всяка от тях. Подложен в продължение на столетия на силното влияние на Китай, в корейския език има много заемки от китайски.
Съвременният корейски език има няколко диалекта, които са близки, така че говорещите различни диалекти нямат проблем с общуването помежду си. Фактът, че всички корейци говорят и пишат на един език, е от голямо значение за запазването на обща национална идентичност и след разделянето на страната в две враждуващи държави. В същото време продължителното разделение започва да се отразява в двете независими книжовни норми в Северна и Южна Корея, включително под формата на различия в избора на произношение и лексика.

## Писменост
Хангъл (한글), корейската азбука (първоначално наречена Хунминджонгъм (훈민정음)) е създадена през 1446 г. от крал Седжонг (세종) и група придворни учени. Корейското писмо се научава бързо и писането с него е лесно. Това е допринесло за високото ниво на грамотност на корейците.

## Транскрипция на корейските фонеми
Корейската азбука днес се състои от четиридесет букви. С двайсет и една от тях се означават гласните (монофтонги и дифтонги), а с останалите деветнайсет – съгласните.
А) монофтонги
- ㅏ /а/
- ㅓ /о/
- ㅗ /о/
- ㅜ /у/
- ㅡ /ъ/
- ㅣ /и/
- ㅐ /е/
- ㅔ /е/

Гласните ㅐ и ㅔсе пишат различно, но в съвременния корейски няма разлика в тяхното произношение.
Б) дифтонги
- ㅑ /я/
- ㅕ /йо/
- ㅒ /йе/
- ㅖ /йе/
- ㅛ /йо/
- ㅠ /ю/
- ㅚ /уе/
- ㅙ /уе/
- ㅞ /уе/
- ㅟ /уи/
- ㅘ /уа/
- ㅝ /уо/
- ㅢ /ъй/

В) консонанти
(1) прости
- ㄱ /к, г/
- ㄴ /н/
- ㄷ /т, д/
- ㄹ /л, р/
- ㅁ /м/
- ㅂ /п, б/
- ㅅ /с, ш/
- ㅇ /нг/
- ㅈ /ч, дж/
- ㅎ /х/

ㄱ, ㄷ, ㅂ, ㅈ в началото на думата се произнасят като беззвучни съгласни /к/, /т/, /п/, /ч/. Когато са в позиция между звучни сегменти (гласни и съгласни /м/, /н/, /л/, /нг/), те стават звучни /г/, /д/, /б/, /дж/. Съгласната ㄹ се произнася като /л/, но когато се намира между две гласни или в началото на думи, които са заемки, произношението ѝ се променя в /р/. Съгласната ㅅ се произнася като /ш/, когато се намира пред гласните ㅑ, ㅒ, ㅕ, ㅛ, ㅠ, ㅣ.
(2) аспировани
- ㅊ /чх/
- ㅋ /кх/
- ㅌ /тх/
- ㅍ /пх/

Тук /х/ се изговаря с придихание, подобно на h в английския.
(3) глотализирани
- ㄲ /к/
- ㄸ /т/
- ㅃ /п/
- ㅆ /с/
- ㅉ /ч/

Глотализираните съгласни се произнасят с по-голяма сила, подобно съгласните, които се намират след /с/ в българския език.

## Основни граматически характеристики на корейския език
Словоредът на корейския език е Подлог + Допълнение + Сказуемо. Той обаче не е строго определен. Освен сказуемото, което се намира в края на изречението, другите му части сравнително свободно могат да се местят.
Една от най-типичните особености на корейския език е сложната хоноративна система. Учтивостта се изразява с различни средства: различни глаголни окончания, учтиви глаголи, учтиви съществителни имена, някои форми за скромност.